# Wallace (Californie)
Wallace est une census-designated place du comté de Calaveras, dans l'État de Californie, aux États-Unis,. En 2020, elle compte une population de 479 habitants.